# Regla de los Redskins
La Regla de los Redskins es una tendencia, la cual involucra a la NFL y a las elecciones presidenciales en los Estados Unidos. En resumen, hay una alta correlación entre el resultado de un partido de fútbol americano de los Washington Redskins y las Elecciones presidenciales en Estados Unidos: cuando los Redskins ganan, el partido político que esté en ese momento en la Casa Blanca, gana la elección presidencial. Esta coincidencia ha sido hecha notar por muchos comentaristas deportivos y políticos.

## Historia
Los Redskins se mudaron a Washington D. C. en 1937. Desde entonces, ha habido 18 elecciones presidenciales. En 17 de 18 de ellas (dependiendo de la interpretación), la siguiente regla se ha cumplido:
Si los Redskins ganan su último partido como local (en Washington) antes de la elección, el partido político que ganó las elecciones anteriores, gana la elección. Si los Redskins pierden, sucede lo contrario.
En 2004, los Redskins perdieron su último juego antes de la elección presidencial, indicando que George W. Bush debió haber perdido la presidencia; sin embargo, George W. Bush derrotó a John Kerry. Steve Hirdt, acreditado con el descubrimiento de esta regla, la modificó para referirse no al partido político actual en la Casa Blanca, sino al partido que ganó el voto popular. En las elecciones de 2000, Al Gore ganó el voto popular, por lo tanto, la regla revisada se mantuvo.  La revisión sigue siendo "valida", ya que no ha ocurrido que el partido que gana la elección, pierda el voto popular, salvo en la elección de 2000.
El 3 de noviembre de 2008, los Redskins perdieron ante los Pittsburgh Steelers, por esa razón prediciendo una victoria para el Senador de Illinois, Barack Obama, sobre el Senador de Arizona, John McCain (ya que George W. Bush había ganado el voto popular en 2004).

## Resultados
| Año  | Resultado de la Elección Presidencial       | Redskins (Marcador)    | Oponente (Marcador)  | Redskins ganó o perdió? | El partido en el poder mantuvo o perdió la presidencia? | Se mantuvo la regla? |
| ---- | ------------------------------------------- | ---------------------- | -------------------- | ----------------------- | ------------------------------------------------------- | -------------------- |
| 2008 | Barack Obama venció a John McCain           | Redskins 6             | Pittsburgh 23        | perdió                  | perdió                                                  | si                   |
| 2004 | George W. Bush venció a John Kerry          | Redskins 14            | Green Bay 28         | perdió                  | mantuvo                                                 | no                   |
| 2000 | George W. Bush venció a Al Gore             | Redskins 21            | Tennessee 27         | perdió                  | perdió                                                  | si                   |
| 1996 | Bill Clinton venció a Bob Dole              | Redskins 31            | Indianapolis 16      | ganó                    | mantuvo                                                 | si                   |
| 1992 | Clinton venció a George H.W. Bush           | Redskins 7             | New York Giants 24   | perdió                  | perdió                                                  | si                   |
| 1988 | George H.W. Bush venció a Michael Dukakis   | Redskins 27            | New Orleans 24       | ganó                    | mantuvo                                                 | si                   |
| 1984 | Ronald Reagan venció a Walter Mondale       | Redskins 27            | Atlanta 14           | ganó                    | mantuvo                                                 | si                   |
| 1980 | Ronald Reagan venció a Jimmy Carter         | Redskins 14            | Minnesota 39         | perdió                  | perdió                                                  | si                   |
| 1976 | Jimmy Carter venció a Gerald Ford           | Redskins 7             | Dallas 20            | perdió                  | perdió                                                  | si                   |
| 1972 | Richard Nixon venció a George McGovern      | Redskins 35            | New York Jets 17     | ganó                    | mantuvo                                                 | si                   |
| 1968 | Richard Nixon vencióa Hubert Humphrey       | Redskins 13            | Minnesota 27         | perdió                  | perdió                                                  | si                   |
| 1964 | Lyndon Johnson venció a Barry Goldwater     | Redskins 21            | Philadelphia 10      | ganó                    | mantuvo                                                 | si                   |
| 1960 | John Kennedy venció a Richard Nixon         | Redskins 10            | Cleveland 31         | perdió                  | perdió                                                  | si                   |
| 1956 | Dwight Eisenhower venció a Adlai Stevenson  | Redskins 17            | Chicago Cardinals 14 | ganó                    | mantuvo                                                 | si                   |
| 1952 | Dwight Eisenhower venció a Adlai Stevenson  | Redskins 23            | Pittsburgh 24        | perdió                  | perdió                                                  | si                   |
| 1948 | Harry Truman venció a Thomas Dewey          | Redskins 51            | Boston Yanks 21      | ganó                    | mantuvo                                                 | si                   |
| 1944 | Franklin Roosevelt venció a Thomas Dewey    | Redskins 42            | Chi-Pitt 20          | ganó                    | mantuvo                                                 | si                   |
| 1940 | Franklin Roosevelt venció a Wendell Willkie | Washington Redskins 37 | Pittsburgh 10        | ganó                    | mantuvo                                                 | si                   |